# Mimivirus
Genre
Espèces de rang inférieur
- Mimivirus bradfordmassiliense
- Mimivirus lagoaense

Mimivirus est un genre de virus à ADN. Les virus de ce taxon sont particulièrement grands, souvent plus gros que bien des bactéries, et de ce fait on les qualifie de girus — techniquement ils en sont le holotype. La première espèce identifiée, Mimivirus bradfordmassiliense, infecte une amibe : Acanthamoeba polyphaga.

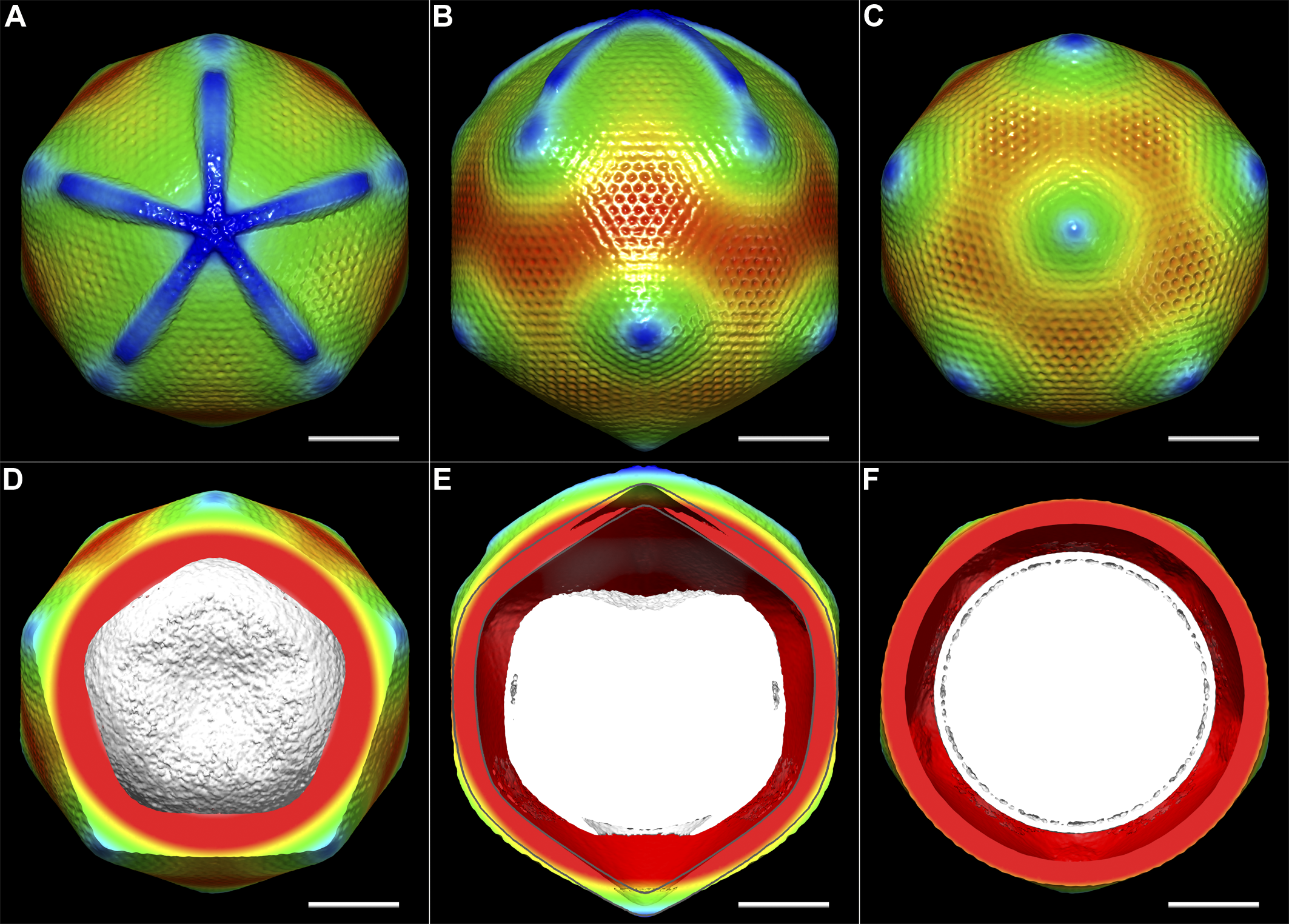
Reconstruction CryoEM du Mimivirus
(reconstitution en modèle 3D informatique avec rendu en surface ombragée) du virion de Mimivirus
A) Vertex fermé en étoile à cinq branches -
B) Vue de profil -
C) Apex fermé -
D) La structure du vertex a été enlevée pour montrer la nucléocapside interne -
E) Coupe sagittale -
F) Coupe transversale -
Les variations de couleur représentent la distance radiale à partir du centre du virus, avec les codes-couleur suivants : gris : 0 à 1800 Å ; rouge : 1800 à 2100 Å ; coloration variant du rouge au bleu : de 2100 et 2500 Å
Chaque barre d'échelle = 1.000 Å

Jusqu'en 2012, Mimivirus était le troisième plus grand virus connu — les premiers étant le virus Ebola (dont la longueur peut dépasser un micromètre, une taille comparable à celle d'une bactérie) et Megavirus chilensis. En 2013, une équipe de chercheurs marseillais découvre les Pandoravirus, soit deux virus encore plus gros et génétiquement plus complexes que certaines bactéries, dans des sédiments maritimes au Chili, et en eau douce en Australie.

## Histoire
Parce qu'anciennement les biologistes et virologues n'imaginaient pas qu'un virus puisse surclasser en dimensions une bactérie, la découverte de la nature virale d'un parasite de l'amibe Acanthamoeba polyphaga allait prendre plus de dix ans.

### Chronologie
C'est en 1992 qu'est prélevée l'eau d'une tour de climatisation industrielle à Bradford, en Angleterre. Y sont identifiés Acanthamoeba polyphaga et la découverte d'un parasite nouveau : d'abord assimilé à une bactérie, les « cellules » sont dénommées Bradford coccus.
Ce n'est qu'en 2003 que sera identifié Mimivirus en tant que virus à l'université de la Méditerranée à Marseille par l'équipe de Didier Raoult.
La séquence complète de son génome a été publiée en 2004.
La description taxonomique est publiée en 2005 sous l'égide de l'Union Internationale des sociétés microbiologiques et de sa Division virologie.

### Origine terminologique
Officiellement, le professeur de microbiologie Didier Raoult a baptisé ce virus du nom de Mimivirus comme acronyme de « Mimicking Microbe Virus ».
Officieusement, ce serait en souvenir des aventures de « Mimi l'amibe », un héros de son enfance sorti de l'imagination de son père qui lui racontait de la sorte l'histoire de l'évolution.

## Caractéristiques
À côté de toutes ses spécificités, Mimivirus tend à confirmer certains aspects de la définition d'un virus donnée par André Lwoff, notamment l'absence de ribosome et de ses protéines et l'incapacité de se diviser. Son mode de réplication passe par une phagocytose du virion, puis après une phase d'éclipse la mise en place d'usine à virions.

### Virion

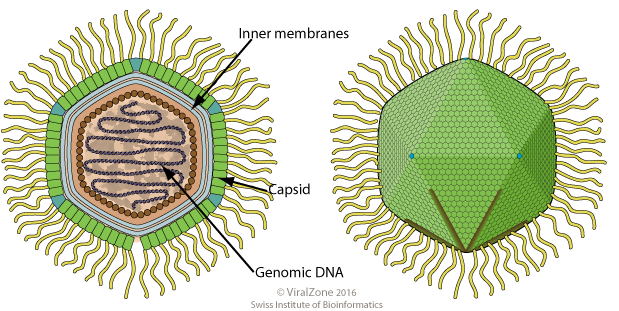
Dessin schématique d'un virion du genre Mimivirus (coupe transversale et vue latérale)

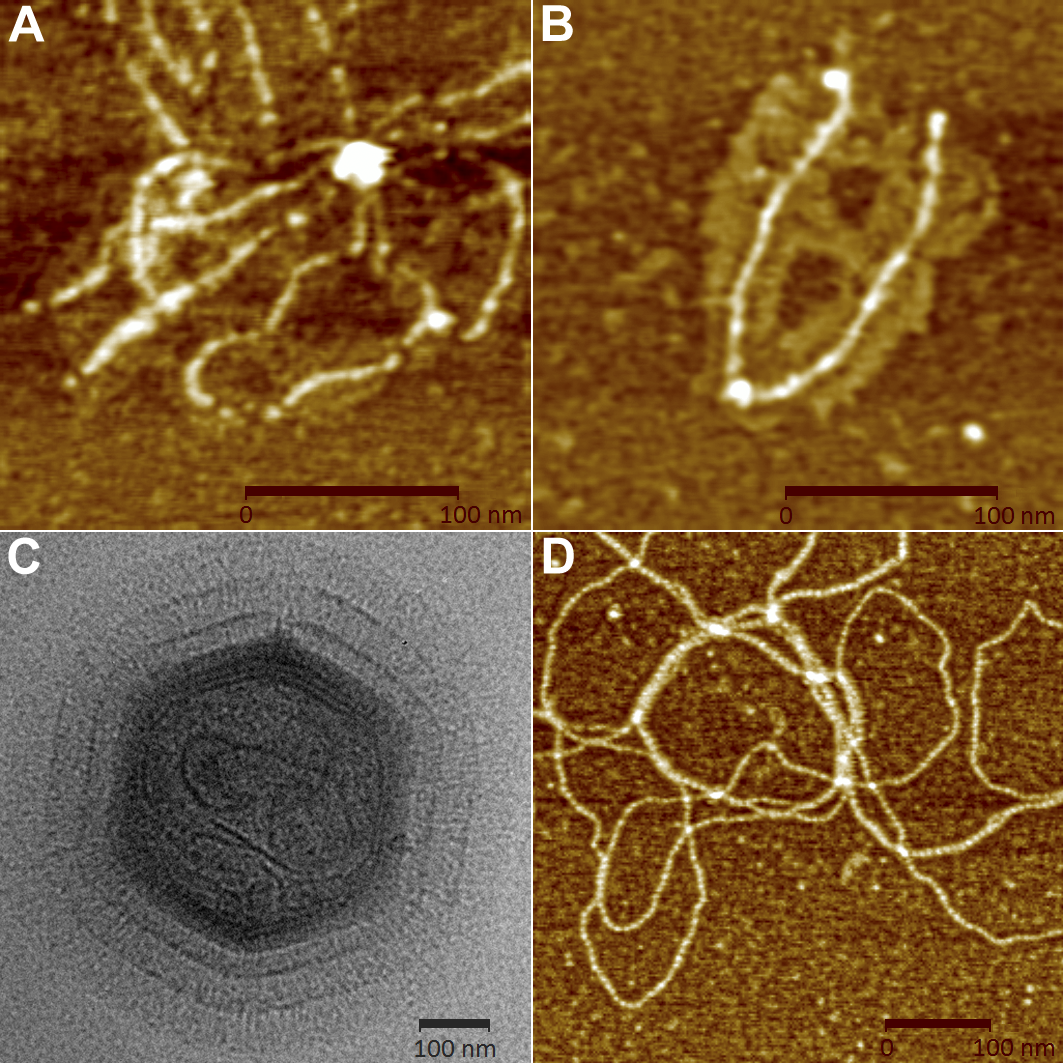
Mimivirus

De forme icosaédrique, il mesure 400 nanomètres de diamètre. Le matériel viral est introduit à son apex avant terminaison de la synthèse de la capside, alors que le vertex en forme d'étoile à cinq branches fusionnera avec la membrane du phagosome pour relarguer son contenu dans le cytoplasme hôte.
En plus de son ADN, il contient également de l'ARN et partage ainsi cette particularité avec les cytomégalovirus, mettant à mal ce dogme dans la définition des virus.

### Génome
Le génome contient environ 1 181 404 paires de bases et 1 262 gènes. C'était deux fois plus gros que les plus imposants virus identifiés à l'époque, plus gros que celui des plus petites bactéries.
Chose étrange, certains de ces gènes (une trentaine) ne sont pas présents chez les autres virus, mais le sont dans les organismes cellulaires, comme ceux codant des protéines de réparation de l'ADN ou de la traduction de l'ARN en protéines. Ces gènes ne devraient pas servir à Mimivirus, car les virus utilisent la machinerie cellulaire de leur hôte. À tel point que certains ont relié Mimivirus à l'arbre de la vie aux côtés des trois domaines du vivant que sont les archées, les bactéries et les eucaryotes.
Ces affinités avec le vivant ne font pas pour autant de lui un virus vraiment à part comparé aux autres virus, car il partage des dizaines de gènes spécifiques aux virus et neuf gènes qui sont communs à l'ensemble des autres virus.

### Pathogénicité chez l'humain
Des amibes contaminées par Mimivirus ont été trouvées chez des patients atteints de pneumonie. Aucune infection directe d'un humain par Mimivirus n'a jamais été observée.

## Autre découverte
L'étude de Mimivirus par l'équipe de Didier Raoult a permis de découvrir en août 2008 un nouveau type de virus, surnommé Spoutnik. Ce dernier a la particularité de ne pas pouvoir infecter de cellule, ce qui le rend inapte à se multiplier par la seule méthode alors connue chez les virus. Pour accomplir son cycle de réplication, Spoutnik infecte une forme particulièrement grosse de Mimivirus, surnommée « Mamavirus », et détourne la machinerie cellulaire de la cellule-hôte, l'amibe Acanthamoeba polyphaga, que le Mimivirus a lui-même détournée. Ce nouveau type de virus parasitant d'autres virus a été dénommé virophage par analogie avec le terme bactériophage désignant les virus infectant les bactéries. Cette découverte est une première et démontre la richesse et la complexité de ces particules aux frontières du vivant.